# Gynoplistia (Gynoplistia) moundi
Gynoplistia (Gynoplistia) moundi is een tweevleugelige uit de familie steltmuggen (Limoniidae). De soort komt voor in het Australaziatisch gebied.